# اچ‌ام‌اس ماداگاسکار (۱۸۱۱)
اچ‌ام‌اس ماداگاسکار (۱۸۱۱) (به انگلیسی: HMS Madagascar (1811)) یک کشتی است. این کشتی در سال ۱۸۰۸ ساخته شد.